# Дунайские волны (торт)

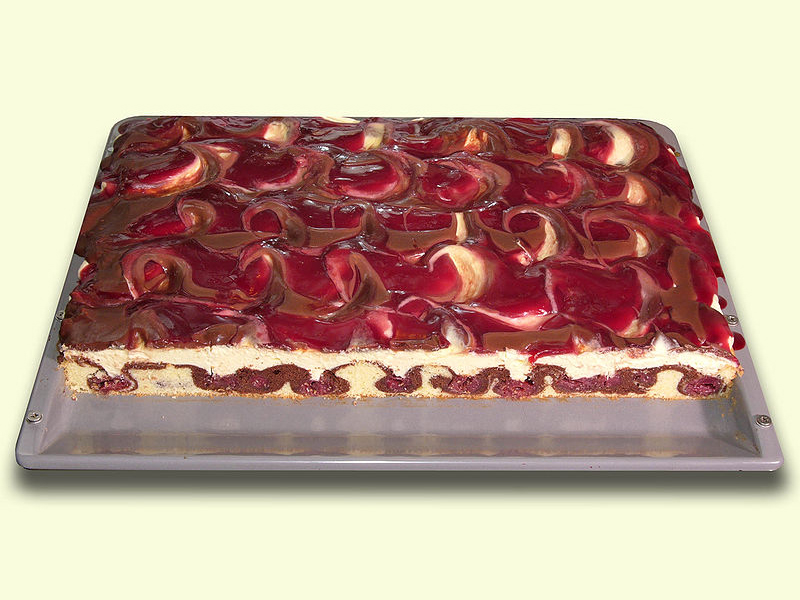
Торт «Дунайские волны» с глазурью на основе вишнёвого сока

«Дунайские волны» (нем. Donauwelle), также торт «Белоснежка» (нем. Schneewittchentorte) — невысокий торт из сдобного теста с вишней и масляным кремом. Корж торта двухцветный: верхний слой — коричневый, с добавлением какао, нижний — светлый. Поверх двух слоёв теста, залитых в форму для выпечки, выкладывается вишня (допускается консервированная). Под весом вишни слои теста перемешиваются, образуя «волны». После выпекания торт покрывают масляным кремом или сливочным пудингом, а затем сверху кувертюром или шоколадной глазурью (иногда с добавлением вишнёвого сока) с имитацией волн. Как и листовые пироги, торт разрезают на прямоугольные порционные кусочки.